# Barrete Arquiducal

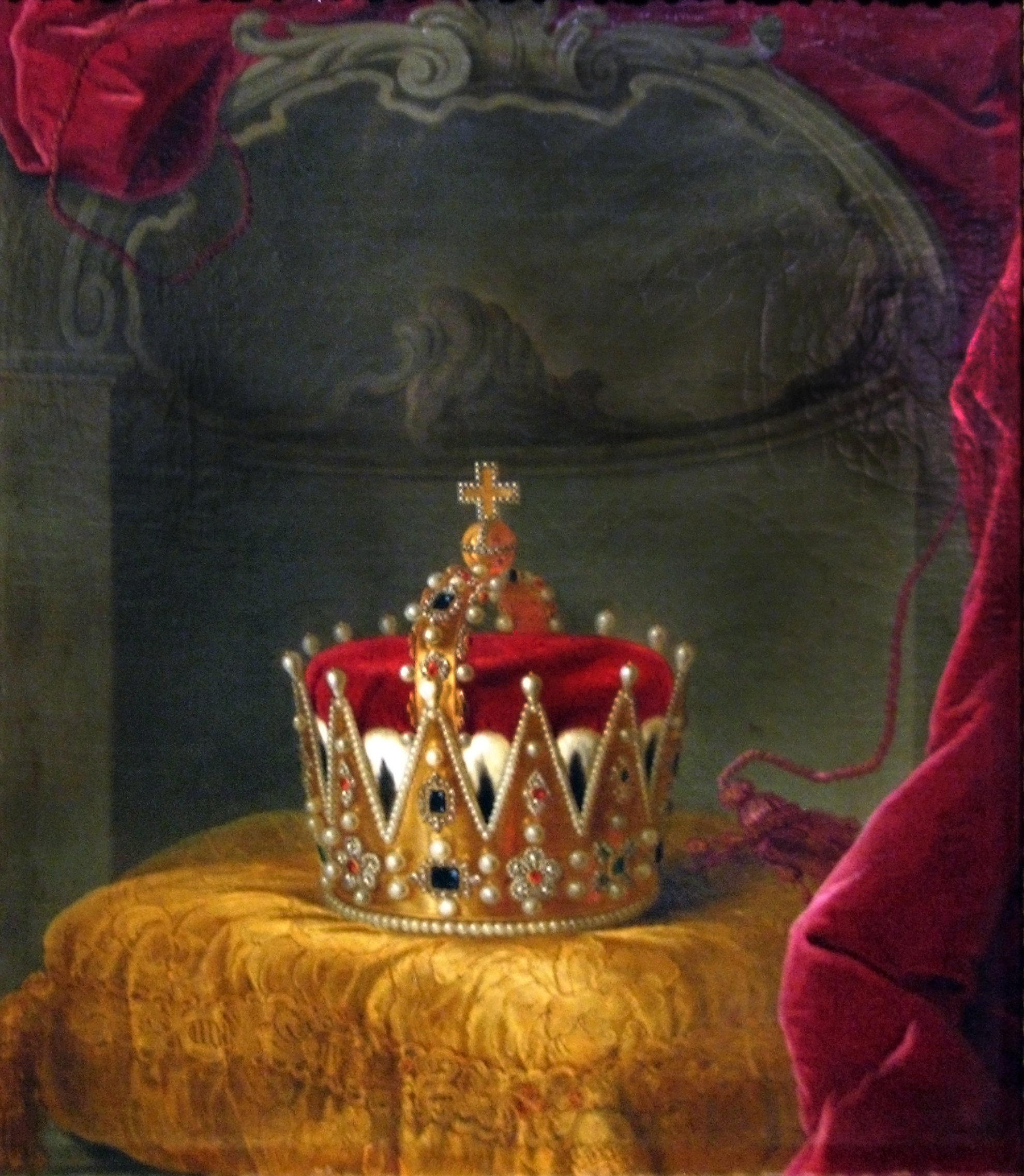
Detalhe do retrato do Sacro Imperador José II com o Barrete Arquiducal Austríaco.

A primeira Coroa Arquiducal também chamado de Barrete Arquiducal (em alemão: Erzherzogskrone) surguiu num retrato do Duque Rodolfo IV da Áustria, mesmo que esta Coroa nunca tenha existido ela foi, simbolicamente, utilizada nos Brasões de Armas da Áustria. Ernesto, Duque da Áustria Interior criou um Barrete Arquiducal, após a morte do Arquiduque Fernando II que serviu como emblema do Tirol, em 1595.
O Barrete Arquiducal como símbolo do Arquiducado foi feito em 1616 para o Regente do Tirol Maximiliano III.  Seu local de produção permanece desconhecido, foi mantido no Mosteiro de Klosterneuburg, na Baixa Áustria.  
Em 1620, o Barrete foi levado à Áustria para a Homenagem dos Estados (em alemão: Erbhuldigung), permanecendo aí até 1835. 
Além do Barrete Arquiducal, há outro dois coronéis. O primeiro deles é o Barrete Ducal da Estíria, mantido no Landesmuseum Joanneum, em Graz(Áustria).  O outro foi construído para substituir o Barrere Arquiducal  para a Coroação de  José II como Sacro Imperador, em 1764.  
O Barrete Arquiducal, do Sacro Imperador José II englobou em sua estrutua a tradicional Coroa Aberta de cinco pontas, feita em ouro, cuja terminação foi de pérolas e pedras preciosas.  Sua aparência assemelhava-se ao Barrete do Príncipe-eleitor do Sacro Império.  Era forrado de veludo vermelho e a base era com caudas de arminho em preto.
A última vez que foi levado a Viena foi para a Homenagem de Fernando I, Imperador da Áustria, em 1835. 

## Brasão de Armas
O estado federal da Alta Áustria, (em alemão: Oberösterreich) o utiliza em seu Brasão de Armas.

Brasão da Alta Áustria.

NO Brasão de Salzburgo  há o Barrete de Príncipe. 

Brasão de Armas de Salzburgo

## Simbologia
O Barrete Arquiducal era "um símbolo da unidade da hereditariedade terras austríacas"